# إدارة الفراش

إدارة الفراش

إدارة الفراش هي تخصيص وتوفير الأسرة، خاصة في المستشفيات حيث تكون الأسرة في الأجنحة المتخصصة موردًا نادرًا. لا يمثل «السرير» في هذا السياق مجرد مكان ينام فيه المريض، بل الخدمات التي يتم تقديمها مع الرعاية الطبية من قبل المنشأة الطبية: عملية ادخال المريض، وقت الطبيب، الرعاية التمريضية، العمل التشخيصي الضروري، العلاج المناسب، وهكذا دواليك.
في المملكة المتحدة، عادة ما يتم تنفيذ إدارة الأسرة في المستشفى من قبل فريق متخصص، ويمكن أن يشكل جزءً من عملية أكبر من إدارة تدفق المرضى.

## الأهمية
لأن أسرة المستشفيات هي موارد نادرة اقتصاديًا، هناك ضغط طبيعي لضمان معدلات إشغال عالية وبالتالي الحد الأدنى من التخزين المؤقت للأسرة الفارغة. ومع ذلك، ولأن حجم حالات الدخول في حالات الطوارئ لا يمكن التنبؤ به، فإن المستشفيات التي يبلغ متوسط مستويات إشغالها أكثر من 85٪ "يمكن أن تتوقع حدوث نقص منتظم وازمات دورية في الاسرة. ففي الربع الأول من عام 2017 كان متوسط الإشغال في اوقات الليل في المستشفيات الإنجليزية كانت 91.4 ٪.
و يمكن أن يؤدي نقص الأسرّة إلى إلغاء القبول للجراحة (الاختيارية) المخطط لها، والقبول في عنابر غير مناسبة (طبية أو جراحية، ذكرا كان ام أنثى إلخ)، والتأخير في استقبال المرضى في حالات الطوارئ، ونقل المرضى الداخليين الحاليين بين العنابر، والتي «ستضيف يومًا لطول فترة إقامة المريض».
من الممكن أن تكون هذه قضايا حساسة سياسياً خصوصا في أنظمة الرعاية الصحية الممولة من القطاع العام. ففي المملكة المتحدة كان هناك قلق من إحصائيات قوائم الانتظار غير الدقيقة والتي يتم التلاعب بها بطريقة احتيالية، ويدعي أن "هدف A & E الحالي لا يمكن تحقيقه بسبب استخدام تكتيكات إدارية مريبة." ففي عام 2013، قامت اثنتين من ممرضات مستشفى ستافورد بشطب سجل التمريض لتزوير أوقات التفريغ A & E بين عامي 2000 و 2010 لتجنب انتهاكات أهداف الانتظار لمدة أربع ساعات.

## المشاكل الرئيسية
- نقص الأسرّة. بسبب عدم وجود خيارات أخرى. حيث لا يمكن للمستشفيات في البلدان المتقدمة إجبار المريض على مغادرة المستشفى إذا كان منزل المريض غير آمن. على سبيل المثال، إذا تعافى مريض ضعيف مسن من مرض حاد، لكنه غير قادر على ارتداء الزي بنفسه وإعداد وجبات بسيطة من تلقاء نفسه، يجب على المستشفى التأكد من أن المريض سوف يحصل على المساعدة الكافية لهذه الأنشطة الضرورية للحياة اليومية، أو يجب على المريض البقاء في المستشفى. وفي الأماكن التي تعاني من نقص في مرافق التمريض المتخصصة، والعاملين في مجال الرعاية الصحية المنزلية، ومنظمات الدعم ذات الصلة، قد تكون الأسرّة غير متاحة للمرضى الجدد الذين يعانون من مرض حاد بسبب استمرار وجود المرضى السابقين. هذا هو المعروف أحيانا باسم «حظر السرير».[10]
- «إخفاء السرير» التظاهر الزائف بعدم وجود الاسرة. وهو ممارسة تأخير ادخال المريض بسبب نقص مزعوم في الأسرة في الاقسام المتخصصة.[11] وذلك لأسباب عديدة، بما في ذلك التغييرات متكررة بين اجنحة المستشفى وعدم وجود التواصل اللازم مع موظفي التنظيف عندما يكون السرير متاحًا ويحتاج إلى التنظيف مما يؤدي إلى اختلال المهام، بحيث يتوقع أن تأخذ الممرضات المهرة بعض الوقت بعيداً عن الرعاية المباشرة للمرضى لتنظيف الأسرة؛ والعدد القليل جدا من الممرضات المقرر لها التحول؛ والموظفين الذين يعانون من الإجهاد المفرط، والذين قد يميلون إلى إساءة الإبلاغ عن سرير ممتلئ، خاصة في وقت انتهاء العمل، في محاولة لتحويل عبء العمل إلى شخص آخر.[12][13] ويمكن الحد من إخفاء الاسرة بشكل ملحوظ من خلال تتبع دقيق لحالة السرير، مما يجعل التنظيف بعد التفريغ أولوية قصوى للموظفين، وحتى عن طريق نقل المرضى إلى الجناح بمجرد أن يكونوا جاهزين للقبول بدلاً من الانتظارفي قسم الطوارئ. لما في ذلك من التقليل من أوقات الانتظار في قسم الطوارئ.

## روابط إضافية
- "Bed management: Review of national findings" (PDF). Audit Commission  [لغات أخرى]‏. 2003. مؤرشف من الأصل (PDF) في 2014-02-25.{{استشهاد ويب}}:  صيانة الاستشهاد: علامات ترقيم زائدة (link)
- دائرة الصحة (2004). "Faster access: Bed management demand and discharge predictors". مؤرشف من الأصل في 2012-01-06.
- Inpatient admissions and bed management in NHS acute hospitals. 24 فبراير 2000. ISBN:0105566748. مؤرشف من الأصل في 2013-04-14.